# Olexandr Serdiuk (remero)
Olexandr Serdiuk (en ucraniano: Олександр Сердюк; 20 de noviembre de 1980) es un deportista ucraniano que compitió en remo. Ganó una medalla de bronce en el Campeonato Mundial de Remo de 2004, en la prueba de scull individual ligero.

## Palmarés internacional
| Campeonato Mundial | Campeonato Mundial | Campeonato Mundial | Campeonato Mundial      |
| Año                | Lugar              | Medalla            | Prueba                  |
| ------------------ | ------------------ | ------------------ | ----------------------- |
| 2004               | Bañolas (España)   | Medalla de bronce  | Scull individual ligero |